# Nonnus lucidus
Nonnus lucidus är en stekelart som först beskrevs av Szepligeti 1916.  Nonnus lucidus ingår i släktet Nonnus och familjen brokparasitsteklar. Inga underarter finns listade i Catalogue of Life.